# Ramón de Algeciras
Ramón Sánchez Gómez, connu sous le surnom de Ramón de Algeciras, né le 5 février 1938 à Algésiras (Andalousie, Espagne) et mort le 20 janvier 2009 à Madrid (Espagne), est un guitariste, auteur et compositeur de flamenco espagnol. Il est le frère ainé du guitariste Paco de Lucía et du chanteur Pepe de Lucía.

## Biographie
Ramón de Algeciras apprend très jeune la guitare avec son père, et transmet au fur et à mesure son savoir à son frère cadet Paco, qui se révèle plus tard particulièrement doué. Encore mineur, il commence à se produire comme guitariste dès 1953, notamment comme membre de la compagnie de Juanito Valderrama durant plus de dix ans. Il se fait remarquer par la suite comme guitariste officiel du chanteur Camarón de la Isla dans les années 1970 et accompagne également d'autres grandes figures, telles que Antonio Mairena, Pepe Marchena ou La Niña de los Peines. En 1975, Ramón de Algeciras et son frère Paco sont les deux premières guitares flamencas à jouer au Teatro Real de Madrid. Il a composé plus de 140 pièces, dont la plus connue est Rosa María, interprétée avec Camarón de la Isla.